# Roxanne Cheesman
Elizabeth Roxanne Cheesman Rajkovic (Olmsted, Minesota, 16 de febrero de 1961) es una economista e historiadora peruana.

## Biografía
Nació en Olmsted, Minesota en 1961, hija de Llinka Rajkovic Chiesa y de Ricardo Cheesman. Estudió en el Colegio Villa María, en Lima.
Ingresó a la Pontificia Universidad Católica del Perú, en donde estudió Economía. Realizó una maestría en Finanzas Internacionales en la Universidad Católica de Lovaina en Bélgica, así como un diplomado en Integración Económica en la Universidad de Tilburg en Holanda. En el año 2009 se graduó también como Magíster en Historia latinoamericana en la Pontificia Universidad Católica del Perú.
Trabajó como periodista para la revista Caretas en los años 80 y posteriormente en el semanario Sí.
En el sector público, trabajó en el Instituto de Comercio Exterior, como presidenta de la Comisión de Zonas Francas. 
En los años noventa, fue investigadora en el Instituto para la deuda externa latinoamericana y consultora del Programa de las Naciones Unidas para el Desarrollo.
En octubre de 2006, se dio a conocer que Cheesman tiene un hijo con el entonces presidente Alan García. La noticia se difundió en medio de un escándalo político, pues García se encontraba casado; sin embargo, este reconoció que el hijo fue producto de una relación que tuvo con Cheesman en el tiempo en que estaba separado de su esposa. Cheesman mantuvo su relación con el expresidente García hasta el fallecimiento de este el 17 de abril de 2019.
Es columnista del diario El Comercio, en donde escribe sobre historia y economía.
En septiembre del 2019, fue acusada por el ex secretario del expresidente Alan García, Luis Nava Guibert de haber sido beneficiada con el dinero de la empresa Odebrecht para la construcción de su Casa de Playa. Un mes después, la Fiscalía y el Poder Judicial ordenaron el allanamiento y la incautación de este bien inmueble.

## Publicaciones
- El Perú de Lequanda. Economía y comercio a fines del siglo XVIII. (2011)
- Políticas de reactivación económica en la crisis de 1929 en el libro Las crisis económicas en la historia del Perú de Heraclio Bonilla (1991)